# Page Turner
Page Turner (en hangul,  페이지 터너, RR: Peiji Teoneo), es un drama especial de tres partes surcoreano transmitido del 26 de marzo del 2016 al 9 de abril del 2016 por medio de KBS2.

## Sinopsis
Yoon Yoo-seul, es una joven prodigio del piano y la mejor de su clase, quien vive para cumplir los deseos de su madre, aunque no esté de acuerdo, Yoo-seul constantemente pelea con Seo Jin-mok, un joven pianista y el segundo mejor alumno, a quien su madre le dio clases cuando era pequeño- Desde pequeño Jin-mok cree que Yoo-seul es mejor que él, por lo que intenta superarla. Luego de presentar un examen ambos tienen una discusión, poco después Yoo-seul tiene un accidente automovilístico, lo que ocasiona que pierda la vista, por lo que Jin-mok se sienta culpable.
Por otro lado Jung Cha-sik, es un joven alegre y con una personalidad fuerte, así como un joven prodigio del deporte, durante una competencia sufre una lesión, que lo lleva a la sala de emergencias donde el doctor descubre que sufre de espondilolisis, por lo que debe dejar el deporte. Aunque al inicio siente que su vida
Cuando la madre de Yoo-seul, la obliga a continuar con el piano incluso después de perder la vista, Yoo-seul intenta quitarse la vida, pero Cha-sik la salva. Harta de mentirle a su madre sobre su "amor" por el piano, Yoo-seul finalmente le dice que no quiere seguir practicándolo. Poco después Cha-sik se convierte en el guía de Yoo-seul dentro de la escuela, mientras que ella comienza a darle clases de piano y en el proceso la ayuda a recobrar su pasión y amor por el piano.
Yoo-seul y Cha-sik lucharan por volver a encarrilar sus vidas, a ellos se les unirá Jin-mok, quien se convierte en uno de los seguidores de Yoo-seul, a quien protege a pesar de que ella no está de acuerdo.
En el proceso Yoo-seul encontrará nuevamente su sonrisa y amor por el piano gracias a Cha-sik, mientras que Cha-sik encontrará inspiración y consuelo de Yoo-seul y Jin-mok, encontrará amistad y afirmación de Yoo-seul.

## Reparto

### Personajes principales
- Kim So-hyun como Yoon Yoo-seul, es una joven prodigio del piano y la mejor estudiante de la escuela "Hanjoo Arts High School" que pierde la vista luego de estar involucrada en un accidente automovilístico.
  - Lee Do-yeon como Yoon Yoo-seul (de joven)
- Ji Soo como Jung Cha-sik, es un joven prodigio en el deporte de salto con garrocha de la escuela "Woojung Sports High School" y miembro del equipo nacional, con una personalidad fuerte, que luego de verse forzado a dejar el deporte y conocer a Yoo-seul de quien se siente atraído, comienza a cambiar su forma de ser, convirtiéndose en un joven más maduro.
- Shin Jae-ha como Seo Jin-mok, es un joven pianista y el segundo mejor estudiante en la escuela "Hanjoo Arts High School", quien comienza a sentir celos de Cha-sik mientras pasa tiempo con Yoo-seul. Jin-mok comienza a sentirse atraído por Yoo-seul por lo que intenta que Cha-sik se aleje de ella. 
  - Jo Yong-jin como Seo Jin-mok (de joven)

### Personajes secundarios
- Hwang Young-hee como Jung Mi-soo, es una escritora y la madre de Jung Cha-sik.
- Ye Ji-won como la madre de Yoon Yoo-seul, es una mujer agresiva que vive indirectamente a través de los logros de Yoo-seul, a quien obliga a ser la mejor pianista incluso después de que pierda la vista. Fue la maestra de piano de Jin-mok, cuando era niño.
- Kim Min-sang como el padre de Seo Jin-mok. Un hombre que no demuestra su afecto por Jin-mok.
- Kim Dong-hee como Choi Sang-pil, un estudiante en "Hanjoo Arts High School".
- Yoo Yeon-mi como Lee Kyu-sun, una estudiante en "Hanjoo Arts High School".
- Kim Jin-woo como Yoon Sung, un estudiante en "Hanjoo Arts High School".
- Han Sung-sik como un profesor del instituto "Hanjoo Arts High School".
- Chae Min-hee como una profesora del instituto "Hanjoo Arts High School".
- Seo Jin-wook.
- Kim Min-chae.
- Chun Ye-won.
- Hwang Min-hyuk.
- Im Ho como el doctor que atiende a Yoon Yoo-seul después de su accidente automovilístico.
- Ahn Jae-mo como el doctor que atiende a Jung Cha-sik después de su accidente en la competencia.
- Lee Gyu Il

### Otros personajes
- ¿? como Kang Joon-ho, un miembro del equipo nacional de atletismo y el rival de Cha-sik.
- ¿? como Seo Jin-soo, el hermano mayor de Jin-mok.

### Apariciones especiales
- Oh Kwang-rok es un vendedor ambulante (ep. #1-3).
- Park Jong-hoon como Hyun Myung-sae, un genio del piano. (ep. #1,3).

## Episodios
La miniserie estuvo conformada por 3 partes, los cuales fueron emitidos todos los sábados.
| No. | Título                                   | Fecha de emisión    |
| --- | ---------------------------------------- | ------------------- |
| 1   | The One Who Received the Gift from Above | 26 de marzo de 2016 |
| 2   | The One Who Builds Real Frienship        | 2 de abril de 2016  |
| 3   | Let Us All Sing Songs of Joy             | 9 de abril de 2016  |

### Raitings
Los números en azul, representan las calificaciones más bajas, mientras que los números en rojo representan las calificaciones más altas.
| No. Episodio | Fecha de emisión    | Promedio de audiencia (Nivel nacional) | Promedio de audiencia (Nivel nacional) |
| No. Episodio | Fecha de emisión    | TNmS                                   | AGB Nielsen                            |
| ------------ | ------------------- | -------------------------------------- | -------------------------------------- |
| 1            | 26 de marzo de 2016 | 3.9 %                                  | 4.0 %                                  |
| 2            | 2 de abril de 2016  | 4.0 %                                  | 4.6 %                                  |
| 3            | 9 de abril de 2016  | 4.1 %                                  | 4.8 %                                  |
| Promedio     | Promedio            | 3.983 %                                | 4.873 %                                |

## Premios y nominaciones
| Año  | Categoría                                                  | Premio                 | Nominada (o) | Resultado |
| ---- | ---------------------------------------------------------- | ---------------------- | ------------ | --------- |
| 2016 | Excellence Award, Actress in a One-Act/Special/Short Drama | 30th Premios KBS Drama | Kim So-hyun  | Nominada  |
| 2016 | Excellence Award, Actor in a One-Act/Special/Short Drama   | 30th Premios KBS Drama | Ji Soo       | Nominado  |
| 2016 | Mejor actor revelación                                     | 30th Premios KBS Drama | Ji Soo       | Nominado  |

## Producción
La miniserie fue dirigida por Lee Jae-hoon, y escrita por Heo Yoon-sook y Park Hye-ryun.
Mientras que la producción estuvo a cargo de Moon Joon-ha y la producción ejecutiva estuvo en manos de Hong Suk-goo.
Contó con el apoyo de las compañías de producción "KBS" y "IHQ", y fue emitida a través de la KBS2.

### Recepción
El drama recibió varios elogios por su trama bien escrito, así como las actuaciones de los personajes, quienes representaron las emociones de la adolescencia.